# Patricio Araujo
Patricio Gabriel Araujo Vázquez, plus connu sous le nom de Patricio Araujo, né le 30 janvier 1988 à Colima au Mexique, est un footballeur international mexicain. 
Il joue au poste de défenseur avec l'équipe du Mexique et le club du Chivas de Guadalajara.

## Carrière

### En club
- Depuis 2005 : Chivas de Guadalajara -  Mexique

### En équipe nationale
Patricio Araujo fait ses débuts en équipe nationale du Mexique le 22 août 2007 contre la Colombie.
6 sélections et 0 but avec  Mexique depuis 2007.

## Palmarès

### En club
- Avec Chivas de Guadalajara :
  - Champion du Mexique en 2006 (Apertura).

### En sélection
- Avec Équipe du Mexique :
  - Vainqueur de la Coupe du monde des moins de 17 ans en 2005.